# I Worship Chaos
I Worship Chaos es el noveno álbum de estudio la banda finlandesa de death metal melódico, Children of Bodom. Fue lanzado el 2 de octubre de 2015 por Nuclear Blast Records. Es el primer álbum desde el Hate Crew Deathroll en el que no figura Roope Latvala como guitarra rítmica, debido a que fue despedido de la banda en mayo de 2015, haciendo que sea el primer álbum en el que la banda se presenta con cuatro miembros ya que Alexi Laiho se encargó de grabar todas las partes de guitarra.
Por primera vez, la banda no usó un estudio comercial de grabación. Directamente optaron por usar un warehouse convertido para conseguir el ambiente del sonido.
En este álbum, la banda ocupa la afinación Drop B en la mayoría de las canciones, con excepción de "Hold Your Tonge" y "Suicide Bomber", las cuales están afinadas en C#. Es la primera vez desde el Something Wild que se usa la afinación de C#.

## Lista de canciones
Todas las canciones escritas y compuestas por Children of Bodom. 
| N.º   | Título                         | Duración |  |
| 1.    | «I Hurt»                       | 4:29     |  |
| 2.    | «My Bodom (I Am the Only One)» | 4:18     |  |
| 3.    | «Morrigan»                     | 5:06     |  |
| 4.    | «Horns»                        | 3:24     |  |
| 5.    | «Prayer for the Afflicted»     | 4:55     |  |
| 6.    | «I Worship Chaos»              | 2:04     |  |
| 7.    | «Hold Your Tongue»             | 4:02     |  |
| 8.    | «Suicide Bomber»               | 3:33     |  |
| 9.    | «All for Nothing»              | 5:42     |  |
| 10.   | «Widdershins»                  | 5:11     |  |
| 45:05 |                                |          |  |

| Japanese edition bonus track |                                   |          |  |
| N.º                          | Título                            | Duración |  |
| 11.                          | «Cruel Summer» (Bananarama cover) | 3:05     |  |

| Deluxe edition bonus track |                                        |          |  |
| N.º                        | Título                                 | Duración |  |
| 11.                        | «Mistress of Taboo» (Plasmatics cover) | 3:38     |  |
| 12.                        | «Danger Zone» (Kenny Loggins cover)    | 2:58     |  |
| 13.                        | «Black Winter Day» (Amorphis cover)    | 3:42     |  |

## Personal
Children of Bodom
- Alexi Laiho – guitarras
- Jaska Raatikainen – batería
- Henkka Seppälä – bajo
- Janne Wirman – teclados, coros

Producción
- Mikko Karmila – productor, mezcla
- Tuomas Korpi – portada

participaciones especiales
- Wednesday 13 - voces en 'Mistress of Taboo' [1]
- Kim Dylla - voces en 'Mistress of Taboo'

## Posicionamiento
| Listas (2015)                       | Posiciones |
| ----------------------------------- | ---------- |
| Australian Albums (ARIA)            | 69         |
| Austria (Ö3 Austria)                | 36         |
| Bélgica (Ultratop flamenca)         | 101        |
| Bélgica (Ultratop valona)           | 49         |
| Finlandia (Suomen Virallinen Lista) | 1          |
| Francia (SNEP)                      | 74         |
| Alemania (Media Control Charts)     | 20         |
| Hungría (MAHASZ)                    | 31         |
| Suiza (Schweizer Hitparade)         | 26         |
| Estados Unidos (Billboard 200)      | 92         |